# لنارت گریل
گریل لنارت (آلمانی: Lennart Grill؛ زادهٔ ۲۵ ژانویهٔ ۱۹۹۹) بازیکن فوتبال اهل آلمان است.

## باشگاهی
از باشگاه‌هایی که در آن بازی کرده‌است می‌توان به باشگاه فوتبال بایر ۰۴ لورکوزن و باشگاه فوتبال کایزرسلاوترن اشاره کرد.

## تیم ملی
وی همچنین در تیم‌های ملی فوتبال Germany national under-16 football team، جوانان آلمان، جوانان آلمان، جوانان آلمان، و زیر ۲۱ سال آلمان بازی کرده‌است.